# Atlético Sport Aviação
L'Atlético Sport Aviação, noto comunemente come Aviação o con l'acronimo ASA, è una società calcistica angolana con sede a Luanda, la capitale del paese. Fondato nel 1953, il club ha vinto il suo primo trofeo, la Coppa d'Angola, nel 1995.
Prima dell'indipendenza del paese dal Portogallo (avvenuta nel 1975), la società era nota come Atlético de Luanda. Con tale denominazione vinse quattro titoli angolani consecutivi, dal 1965 al 1968.
Due giocatori dell'Aviação hanno rappresentato l'Angola al campionato del mondo 2006, il primo a cui ha partecipato la nazione africana: erano Jamba e Love.

## Stadio
La squadra gioca le proprie partite casalinghe nello Stadio Joaquim Dinis, impianto che può ospitare al massimo 10.000 spettatori.

## Palmarès

### Competizioni nazionali
- Girabola: 3

2002, 2003, 2004
- Coppa d'Angola: 3

1995, 2005, 2010
- Supercoppa d'Angola: 6

1996, 2003, 2004, 2005, 2006, 2011

### Altri piazzamenti
- Coppa d'Angola:

Finalista: 1993, 1999
- Coppa CAF:

Semifinalista: 1993